# Olympische Winterspiele 1976/Teilnehmer (Jugoslawien)
| Gelbes Symbol für Goldmedaillen mit stilisierten Olympischen Ringen | Graues Symbol für Silbermedaillen mit stilisierten Olympischen Ringen | Braundes Symbol für Bronzemedaillen mit stilisierten Olympischen Ringen |
| ------------------------------------------------------------------- | --------------------------------------------------------------------- | ----------------------------------------------------------------------- |
| —                                                                   | —                                                                     | —                                                                       |

Jugoslawien nahm an den Olympischen Winterspielen 1976 in Innsbruck mit einer Delegation von 28 (27 Männer, 1 Frau) Athleten teil.

## Teilnehmer nach Sportarten

### Ski Alpin
Herren:
- Miran Gašperšič
Riesenslalom: DNF
Slalom: DNF
- Andrej Koželj
Abfahrt: 37. Platz – 1:52,75 min
Riesenslalom: 35. Platz – 3:50,48 min
Slalom: 31. Platz – 2:23,66 min
- Bojan Križaj
Riesenslalom: 18. Platz – 3:35,90 min
Slalom: DNF
- Adjin Pašović
Abfahrt: 46. Platz – 1:54,57 min
Riesenslalom: DNF
Slalom: DNF

### Eishockey
Herren: 11. Platz
| - Janez Albreht - Božidar Beravs - Miroslav Gojanović - Eduard Hafner - Gorazd Hiti - Bogdan Jakopič - Ignac Kavec - Bojan Kumar - Miroslav Lap | - Tomaž Lepša - Janez Petač - Silvo Poljanšek - Janez Puterle - Drago Savić - Ivan Ščap - Roman Smolej - Franci Žbontar - Marjan Žbontar |

### Ski Nordisch

#### Langlauf
Herren:
- Maksi Jelenc
15 km: 57. Platz – 49:35,35 min
30 km: 60. Platz – 1:44:20,25 h
50 km: 44. Platz – 3:05:05,94 h

Damen:
- Milena Kordež
5 km: 37. Platz – 18:36,23 min
10 km: 39. Platz – 35:25,45 min

#### Skispringen
- Janez Demšar
Normalschanze: 47. Platz – 199,8 Punkte
Großschanze: 3743Platz – 157,8 Punkte
- Branko Dolhar
Normalschanze: 42. Platz – 204,1 Punkte
Großschanze: 42. Platz – 160,2 Punkte
- Bogdan Norčič
Normalschanze: 38. Platz – 205,8 Punkte
Großschanze: 28. Platz – 178,0 Punkte
- Ivo Zupan
Normalschanze: 46. Platz – 202,3 Punkte
Großschanze: 54. Platz – 119,4 Punkte

## Weblink
- Jugoslawische Olympiamannschaft 1976 in der Datenbank von Sports-Reference (englisch; archiviert vom Original)